# Cecilio Molleda Escandón

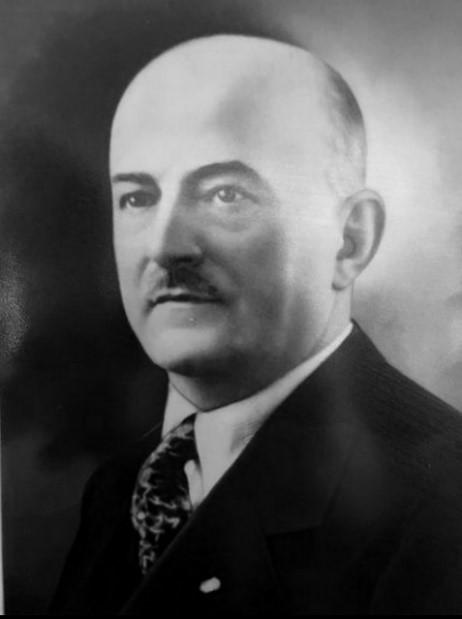
Retrato de Cecilio Molleda Escandón

Cecilio Molleda Escandón (Siejo, 1879 - Santiago de Chile, 1949) hijo de Eugenio Molleda y María Concepción Escandón Verdeja, fue un importante y prestigiado comerciante mayorista, filántropo, deportista, diplomático, presidente, socio honorario y director de asociaciones e instituciones sociales, culturales, y deportivas españolas en Chile. Estrechamente vinculado con el Círculo Español del cual fue director, Director de la Décima Compañía de Bomberos Bomba España y miembro del directorio del Cuerpo de Bomberos de Santiago, tesorero del " Directorio General de La Colonia Española de Chile" en 1918, Presidente y Socio Honorario de la Sociedad Española de Socorros Mutuos, condecorado en Santiago el 13 de octubre de 1943 con la Medalla al Mérito en grado de Comendador por sus labores realizadas para la promoción de la hermandad entre Chile y su España natal. Director-Gerente y Consejero de la compañía de seguros La Hispano-Americana. Presidente del Centro Español de Instrucción y Recreo entre los años 1919 a 1924.  Director Honorario del Ibérico Balonpié, club deportivo que sería el precursor del Club Deportivo Unión Española. Promotor de los valores e identidades de la cultura Asturiana en Chile.

## Biografía
Nacido en el pueblo de Siejo, Peñamellera Baja, Asturias, España en 1879, hijo de Eugenio Molleda, natural de Abandames y domiciliado en Siejo y Concepción Escandón.

Contrajo matrimonio a los 27 años ( 5 de abril de 1907) con la ciudadana española residente en Chile, Matilde Pérez Cangas ( Asturias,1884- Santiago de Chile, 1959), directora de la Sociedad Benéfica de Damas Españolas, también de origen asturiano y quien fuera hermana de Eduardo Pérez Cangas, un notable promotor de la hermandad Hispanoamericana y de la cultura asturiana en Chile, condecorado con la Orden de Isabel La Católica en grado de Comendador por S.M El Rey Alfonso XIII por su promoción de las relaciones entre la República de Chile y España y fundador de la Sociedad Progreso de Libardón, precursora de las instituciones asturianas en Chile),emigró de su natal Asturias para asentarse en Santiago de Chile a principios del siglo XX, donde residió en una gran casona ubicada en el centro de la capital, exactamente en la Avenida Vicuña Mackenna 92, de la que una parte sería utilizada posteriormente para la creación del actual Museo Benjamín Vicuña Mackenna.

Mapa de Asturias (2010)

Junto a Matilde, fueron padres de Lidia Raquel, Olga Elena, Marta Cándida ( casada con Pedro Utjes García, hijo de Ramón Utjes Pujol) y Carlos Eujenio Molleda Pérez (Bombero de la Décima Compañía). Desde su llegada a Chile, formó sociedades y fundó una variedad de negocios de comercio mayorista y minorista en pleno centro de Santiago, creando sus propios negocios y sociedades y contribuyendo a otros compatriotas a crear, crecer y desarrollar los suyos. Realizó labores de secretario y tesorero en diversas instituciones privadas y públicas dedicadas a la reunión y ayuda de emigrantes y residentes españoles y españolas en Chile.
Participó activamente en la promoción y desarrollo de la comunidad española en Chile, viajando también a España, reuniéndose incluso con el Rey Alfonso XIII.

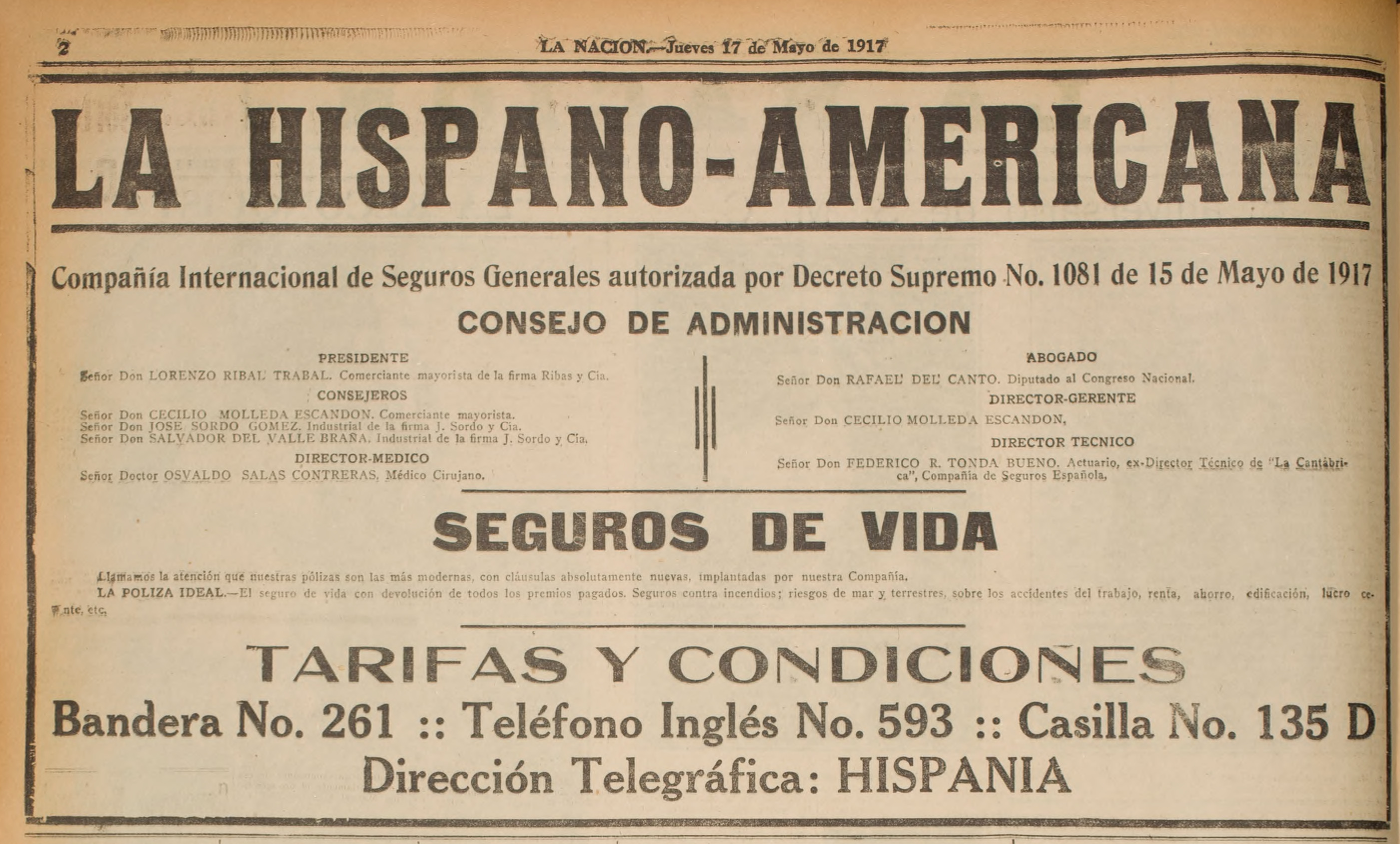
Anuncio de diario la Hispano-Americana

## Reconocimientos

### Condecoraciones
Orden al Mérito de Chile Medalla en grado de Comendador de la Orden al Mérito de la República de Chile.
 Orden de Isabel la Católica en 1917 recibe la distinción de Caballero de la Real Orden de Isabel La Católica

### Homenajes
En octubre de 1943 con motivo del recibimiento de la medalla de la Orden al Mérito se organiza para él y Miguel Lacamara Bazo un cena en su honor en el Círculo Español.